# Grojdibodu
Grojdibodu es una comuna ubicada en el distrito de Olt, Rumania.

## Superficie
Posee una superficie de 63,49 kilómetros cuadrados.

## Demografía
Hasta 2021 la población era de 2373 habitantes, con una densidad de población de 37,38 habitantes por kilómetro cuadrado.